# Temple de la Reparació (Tortosa)
El Temple de la Reparació és una església que combina elements neoromànics i neogòtics amb altres d'inspiració classicista a la ciutat de Tortosa, protegida com a bé cultural d'interès local.
La planta és de pla central, amb un cos quadrat sobre el que s'aixeca una cúpula, al que s'afegeixen un cos rectangular ocupat pel cor i un de semicircular corresponent a l'absis. A banda i banda d'aquest hi ha dues estances auxiliars. L'entrada és lateral, sota el cor. Aquest s'obre a l'església mitjançant una arcada de mig punt sostinguda per columnes amb capitell floral neogòtic.
El presbiteri, amb dues portes laterals neogòtiques, es cobreix amb volta de quart d'esfera en la que hi ha pintada la imatge de Crist entre els àngels. Al mur s'obren quatre estrets finestrals amb vitralls representant figures de sants. La cúpula central se sosté sobre quatre trompes, té una llanterna superior i és de secció octogonal amb nervis de separació de trams que descansen sobre columnes. Recorren el mur dues impostes, una amb relleu de tema religiós i l'altra amb una inscripció. Als angles hi ha escultures de sants.

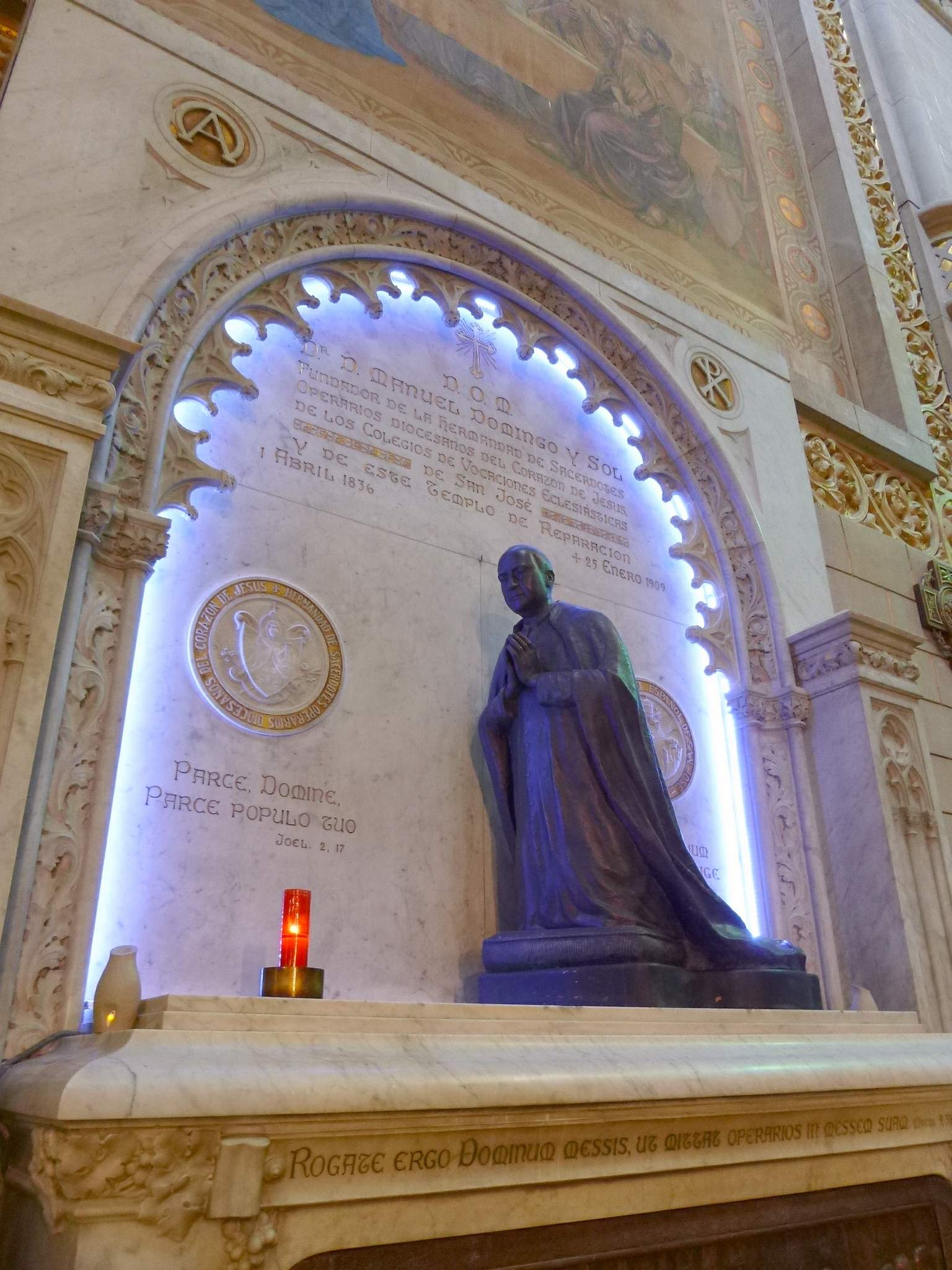
Altar dedicat a Manuel Domingo i Sol

En general la decoració és molt recarregada. En els dos murs laterals centrals, sengles altars dedicats a Sacerdots Operaris i a Mn. Domingo i Sol. Per l'exterior en destaca la cúpula recoberta de teules policromades, obra de l'arquitecte Pau Monguió i Segura i molt visible des de les parts altes de la ciutat.

## Història
En un principi aquest lloc era ocupat pel convent dels mercedaris, i posteriorment es va adaptar per servir de Teatre i com a Acadèmia de la Joventut Catòlica. El 1899 Joan Abril va projectar, per encàrrec del rector Manuel Domingo i Sol, un edifici per a temple dedicat a l'adoració del Santíssim Sacrament, que es va dedicar pels voltants del 1903, quan va ser inaugurat sense decoració. El 1926, a la mort de Sol, s'hi van fer reformes importants a l'interior, no atenent tampoc la façana del projecte inicial.
Amb la construcció de la cripta es van trobar nombroses despulles i restes arqueològiques d'un antic cementiri romà que tenia el seu eix al Carrer de la Mercè.
La troballa del jaciment arqueològic es produeix al període comprés entre 1884 i 1909, quan Joan Abril (1852-1939), com a arquitecte diocesà, rep l'encàrrec de construir el temple. Amb els treballs d'excavació i construcció de la cripta es va localitzar una necròpolis romana, molt pròxima a les restes, també de necròpolis, trobades a finals de 1970 per J. Massip. Joan Abril descriu els materials arqueològics més significatius i les estructures que localitzà: hi havia enterraments en àmfora, un enterrament en sarcòfag de plom, un monument funerari de morter i un columbari fet de carreus, així com una inscripció. Altres materials que va destacar són les restes d'un taller de terrissa adscrit a l'època islàmica. L'estat de conservació es pot considerar bo, ja que la construcció de la cripta va destruir parcialment el substrat arqueològic, on les estructures funeràries s'havien localitzat gairebé intactes a mig metre de profunditat.
La sepultura indicada del mur esquerre conté les despulles de disset sacerdots assassinats el 1936.